# ディフェンドゥー
ディフェンドゥー（英語:Defendu）とは、ウィリアム・E・フェアバーン（William E Fairbairn、1885年 - 1960年）が編み出した格闘術である。

## 概要
ウィリアム・E・フェアバーンが指導した格闘術（所謂「フェアバーン・システム」）は時期によって内容が異なるが、「ディフェンドゥー」はフェアバーンの初期の技法を体系化したものである。相手の顎を掌で打ち上げながら指で目を突くChin Jab（チンジャブ：顎打ち）など、単純だが効果的な技を用いる。
後にフェアバーンは軍・諜報機関向けに、より殺傷に適した「サイレント・キリング」（無音殺傷法）を編み出した。
「ディフェンドゥー」、「サイレント・キリング」ともに第二次世界大戦で連合国各国軍に採用されて高評価を得たため、「フェアバーン・システム」はWW2 style Close Quarter Combatives（第二次世界大戦スタイル近接格闘術）とも呼ばれる。西側諸国だけでなく、東側諸国（旧共産圏）も含めた現代軍用格闘術の源流である。また、SWATをはじめとする警察特殊部隊の格闘術の源流でもある。徒手格闘術だけではなく、ナイフ格闘術や棍棒格闘術も含まれる。フェアバーンは、自身の格闘術を市街地戦や屋内戦での拳銃射撃を中心とする戦術の一部と位置付けている（この点は現代の軍隊のCQB(近接戦闘)の考え方と同一である）。

## 歴史
イギリス海兵隊員だったフェアバーンは、上海共同租界工部局警務処に勤務するために1907年上海共同租界に渡る。
上海滞在中、天皇に日本武術を指導した者の二番弟子を称する岡田直次郎が開いた乍浦路の楊心館に入門し楊心流の柔術を学んだ。フェアバーンは柔術修行の一環のとして講道館柔道も学び二段位を受けた。
また、1907年には、中国皇太后の護衛隊にも訓練指導していたツァイ・チンドンから詠春拳も学んだ。　さらに市街地戦や屋内戦に適した射撃術も編み出し、上海市警察内にSWATの原型ともいえる内容の部隊を編成した。
1940年に部下で格闘術の弟子でもあったエリック・サイクスを連れてイギリス本土に戻り、陸軍大尉となり、サイクスとともに特殊部隊、諜報機関、軍の一般部隊などで格闘術を含む近接戦闘戦術を指導した。その間に、より実戦的な「サイレント・キリング」（無音殺傷法）を編み出した。
上海市警察時代にフェアバーンからディフェンドゥーを学んだダーモット・M・オニールはアメリカに渡り、ディフェンドゥーに独自の改良を加えた「オニール・システム」を、現在のグリーンベレーの源流である第1特殊任務部隊で指導した。
1942年にアメリカ合衆国の諜報機関OSS（CIAの前身）の教官として招聘され、OSSで指導する。この時期に、フェアバーンの代表的な弟子で、のちに近接戦闘の世界的権威となったレックス・アップルゲート（当時、陸軍中尉、OSS教官）を指導した。
現在でも各国の軍隊では、「フェアバーン・システム」に他の格闘技や武術の技を加えるなどの改良をした内容のものを軍用格闘術として採用していることが多い。

## 技法
柔術の当身の影響から、パンチは殆ど使わず手刀や掌底を多用する内容となっている。
また、逆、投、絞、連行法（関節を極めて連行する技）、捕縄術（縄で縛り拘束する術）を柔術から取り入れており、
オカダから学んだ技術がディフェンドゥーの根幹となっている。